# Gaoua
Gaoua este un oraș din provincia Poni, Burkina Faso.